# Elusa niveiplaga
Elusa niveiplaga är en fjärilsart som beskrevs av Walker 1864. Elusa niveiplaga ingår i släktet Elusa och familjen nattflyn. Inga underarter finns listade i Catalogue of Life.